# Melanotesia albimacula
Melanotesia albimacula là một loài bướm đêm trong họ Geometridae.